# Нагороджені Золотим хрестом заслуги
Золотий Хрест Заслуги — найвища нагорода УПА. Ним відзначено 103 особи.
| № п/п | Фото | Прізвище, ім'я       | Псевдоніми                             | Посада на момент нагородження                                                       |
| ----- | ---- | -------------------- | -------------------------------------- | ----------------------------------------------------------------------------------- |
| 1     |      | Арсенич Микола       | «Михайло», «Григор», «Березовський»    | Референт СБ Проводу ОУН                                                             |
| 2     |      |                      | «Ат», «Софрон»                         | окружний провідник ОУН                                                              |
| 3     |      | Бей Василь           | «Улас», «Василенко»                    | провідник Подільського КП ОУН                                                       |
| 4     |      | Бусел Яків           | "Галина", "Київський"                  | член Проводу ОУН                                                                    |
| 5     |      | Ваврук Василь        | "Ватюга", "Стурнкий"                   | крайовий референт пропаганди Львівського КП ОУН                                     |
| 6     |      | Волошин Ростислав    | «Горбенко», «Павленко»                 | генеральний секретар внутрішніх справ УГВР, член Бюро Проводу ОУН                   |
| 7     |      | Галаса Василь        | "Орлан", "Савченко"                    | провідник ОУН на ПЗУЗ, член Проводу ОУН                                             |
| 8     |      | Гриньох Іван         | "Герасимовський", "Всеволод"           | віце-президент УГВР, член Головної Ради ОУН                                         |
| 9     |      | Грицай Дмитро        | "Перебийніс"                           | шеф ГВШ УПА                                                                         |
| 10    |      | Денищук Олександр    | «Матрос», «Свирид»                     | комендант запілля ВО «Богун»                                                        |
| 11    |      | Дяків Осип           | "Горновий", "Артем"                    | заступник голови ГС УГВР, член Проводу ОУН                                          |
| 12    |      | Затовканюк Сильвестр | «Пташка»                               | комендант запілля ВО «Богун»                                                        |
| 13    |      | Климів Іван          | «Легенда»                              | керівник організаційної референтури Проводу ОУН                                     |
| 14    |      | Клячківський Дмитро  | «Охрім», «Клим Савур»                  | провідник ОУН на ПЗУЗ                                                               |
| 15    |      | Козак Микола         | «Смок», «Вівчар»                       | провідник ОУН на ПЗУЗ                                                               |
| 16    |      | Козяр Анатолій       | «Гай», «Гарасим»                       | організаційний референт ПЗК «Москва»                                                |
| 17    |      | Кук Василь           | «Леміш», «Юрко», «Коваль»              | голова Проводу ОУН                                                                  |
| 18    |      | Лебедь Микола        | «Ярополк», «Максим Рубан»              |                                                                                     |
| 19    |      | Литвинчук Іван       | «Дубовий», «Максим»                    |                                                                                     |
| 20    |      | Маєвський Анатолій   | «Уліян», «Гребля»                      | заступник провідника ОУН на ПЗУЗ                                                    |
| 21    |      | Маївський Дмитро     | «Тарас», «Косар»                       |                                                                                     |
| 22    |      | Макар Василь         | «Безрідний»                            | референт СБ крайового проводу ОУН на ПЗУЗ                                           |
| 23    |      | Мельник Ярослав      | «Роберт»                               | провідник Карпатського КП ОУН                                                       |
| 24    |      | Матвійчук Панас      | «Крилатий», «Віталій»                  |                                                                                     |
| 25    |      | Мостович Олена       | «Верба»                                |                                                                                     |
| 26    |      | Присяжнюк Олександр  | «Мітла»                                | референт СБ крайового проводу ОУН на ПЗУЗ                                           |
| 27    |      | Слюзар Дмитро        | «Арпад», «Золотар»                     | провідник Львівського КП ОУН                                                        |
| 28    |      | Старух Ярослав       | «Стяг», «Ярлан»                        | провідник Закерзонського краю ОУН                                                   |
| 29    |      | Стецько Ярослав      | «Карбович»                             |                                                                                     |
| 30    |      | Федун Петро          | «Волянський», «Север», «Петро Полтава» | начальник політвиховного відділу ГК УПА, заступник голови ГС УГВР, член Проводу ОУН |
| 31    |      | Шухевич Роман        | «Тур», «Тарас Чупринка»                | Головний Командир УПА, голова генерального секретаріату УГВР, голова Проводу ОУН    |